# Simón Tapia Colman
Simón Tapia Colman (Aguarón, Zaragoza, 24 de marzo de 1906-Ciudad de México, 13 de febrero de 1993) fue un compositor y violinista aragonés.
Se inició muy pronto con el violín, instrumento que era capaz de tocar a los seis años de edad. Después cursó estudios de música en el Conservatorio de Zaragoza y en el Conservatorio Nacional de Madrid, ciudad en que fundó un cuarteto de cuerda que traía su nombre. Fue también violinista en la orquesta del Teatro Apolo, en la misma capital de España. En los años de la Segunda República, 1931-36, se adhirió a la Confederación Nacional del Trabajo (CNT) y a la Federación Anarquista Ibérica (FAI), y al finalizar la guerra civil en 1939, tuvo que exiliarse en Francia. Fue internado en un campo de concentración hasta que pudo marchar a México, país al que llegó el 1941 y donde rehízo su vida social y profesional.
En la capital mexicana fue una importante personalidad musical, como compositor, intérprete del violín y profesor. Como compositor es autor de obras internacionalmente reconocidas entre ellas las suites Una noche en Marruecos y Estampas de Iberia, y numerosas piezas sueltas para violín, además de la ópera Iguazú, en homenaje a las culturas precolombinas. En 1956 la orquesta de la BBC de Londres le estrenó una sinfonía, hecho inédito en la historia musical mexicana.
Como violinista, mientras sus facultades físicas le permitieron, fue el primer violín de la Orquesta Sinfónica Mexicana. Como pedagogo dirigió el Conservatorio Nacional de Música de México. Cuando en España se instauró la democracia  con en 1977, Tapia Colman rehusó volver, afirmando que en México se sentía satisfecho y que este país le había dado lo fundamental en la vida: su familia y el éxito profesional. Algunos de sus hijos siguieron las sus pasos en la música, unos como instrumentistas y otros como cantantes.